# 中国电视剧年度盛典
中国电视剧年度盛典，是中央广播电视总台举办的电视剧评选活动，又被称为“央视剧晚”，一般于每年春节期间在央视综合频道（CCTV-1）首播、央视电视剧频道（CCTV-8）重播。首届盛典于2023年1月14日在北京举行。

## 颁发奖项
- 年度突破男女演员
- 年度海外传播剧
- 年度幕后
- 年度实力男女演员
- 年度制作人
- 年度编剧
- 年度导演
- 年度男女演员
- 年度优秀电视剧
- 年度大剧

## 历届
- 首届中国电视剧年度盛典（2023年）
- 第二届中国电视剧年度盛典（2024年）
- 第三届中国电视剧年度盛典（2025年）